# Tengenenge
Koordinaten: 16° 43′ S, 30° 56′ O
Die ehemalige Tabakfarm Tengenenge ist eine international bekannte Künstlerkolonie auf dem Gebiet der Bildhauerkunst in Simbabwe. Die Siedlung befindet sich im Guruve-Distrikt der Provinz Mashonaland Central. Ihr Name bedeutet der „Anfang vom Anfang“.

## Geschichte

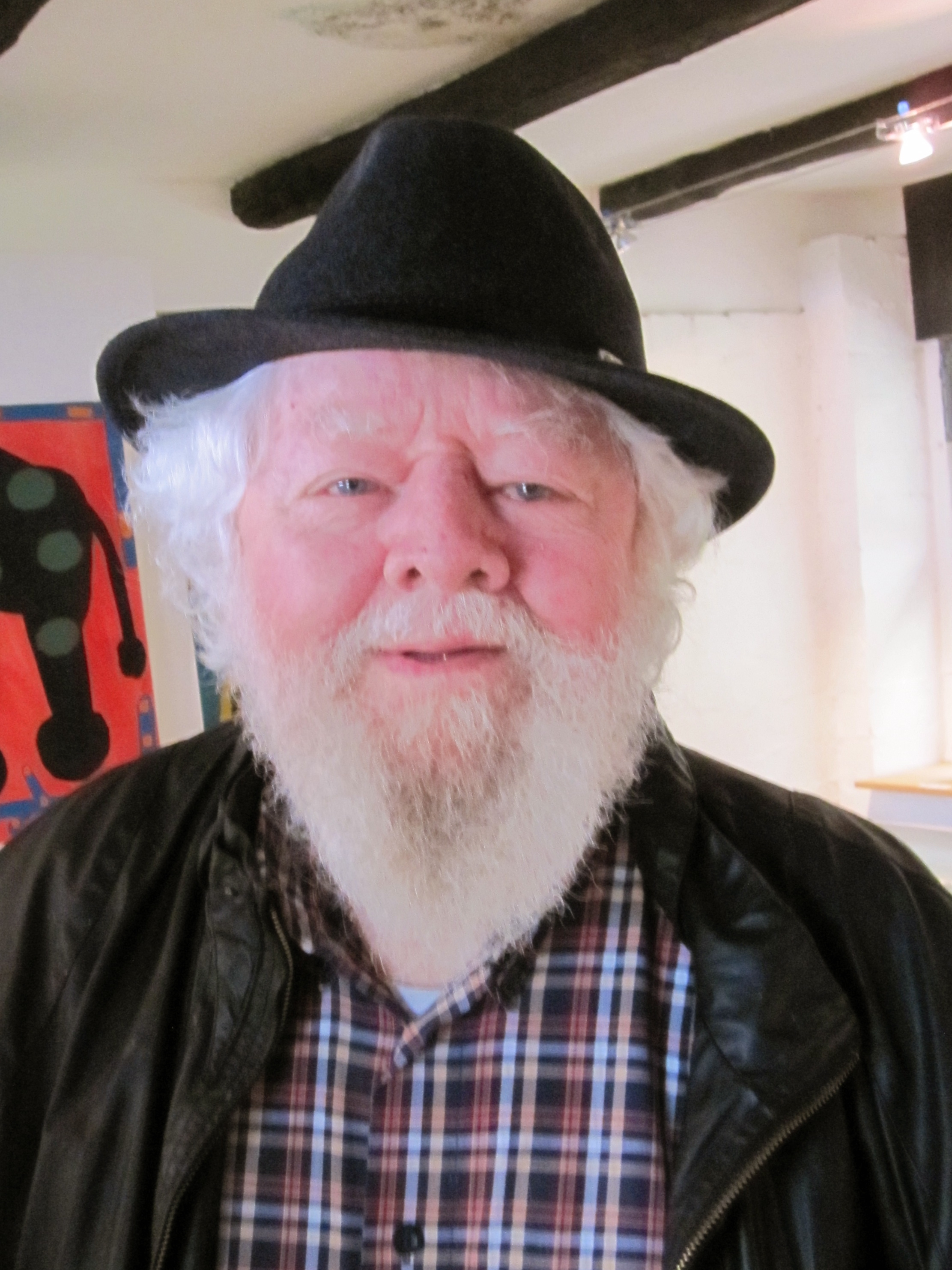
Tom Blomefield (2012)

Das Gelände wurde von Tom Blomefield, einem Südafrikaner, nach einigen Jahren unselbständiger Pflanzerarbeit im Guruve Distrikt erworben. Diese Tätigkeit entsprach seinem ursprünglichen Lebensziel, als er nach dem Zweiten Weltkrieg aus Südafrika in das damalige Südrhodesien einwanderte. Um 1950 hatte seine Tabakfarm wirtschaftliche Stabilität erreicht. Durch ein schweres Unwetter und eine nachfolgende Dürreperiode kam die Pflanzung in schwere wirtschaftliche Nöte. Diese bedrohliche Situation konnte durch den Fund von Chromerzen auf dem Farmgelände abgewendet werden. Tom Blomefield sicherte durch diesen Schritt seiner Familie und seinen Farmarbeitern die Existenzgrundlage.
Als die UNO im Jahr 1965 wegen der einseitigen Unabhängigkeitserklärung des Landes durch Ian Smith ein weltweites Embargo verfügte, brachen die Absatzwege des Exports für die Produkte der Farm ab. Aufgrund der von ihm realistisch eingeschätzten Problemphase des Landes versuchte Blomefield eine Umorientierung für sich und seine Arbeiter. Während des betriebenen Chromerzbergbaus wurde das anstehende Gestein als Serpentinit erkannt. Dessen einfache Bearbeitbarkeit für künstlerische Zwecke war bekannt, zumal es im Land bereits an anderer Stelle ein Kunstprojekt mit leicht bearbeitbarem Gesteinen gab und archäologische Funde in Form von Specksteinschnitzarbeiten aus Great Simbabwe zum Kulturerbe gehören.
Aufgrund familiärer Vorprägungen, seine Mutter war Künstlerin, versuchte er ein Kunstprojekt zu installieren, was dann in kurzer Zeit eine hoffnungsvolle Entwicklung nahm. Unterstützung erhielt er durch Crispen Chakanyuka, der nach Bekanntwerden des Kunstprojektes in Tengenenge die Farm besuchte. Dieser war ein Schüler des Bildhauers Joram Mariga aus dem etwas früher entstandenen Kunstprojekt in Vukutu, das durch Frank McEwen östlich von Harare gegründet wurde.
Crispen Chakanyuka bestärkte Tom Blomefield in seinen Absichten, unterrichtete ihn in Bildhauerei und wies ihn auf die großen Serpentinitlagerstätten auf dem Gelände hin. Die ursprüngliche Tabakfarm wurde 1966 von Tom Blomefield in die Tengenenge Art Community umgewandelt.
Im Jahr 1968 begann eine intensive Zusammenarbeit mit der Nationalgalerie von Rhodesien (National Gallery of Rhodesia) in Salisbury, seit 1982 Harare. Der damalige Leiter Frank McEwen organisierte in seiner Galerie Ausstellungen mit Werken aus der Künstlerkolonie Tengenenge. Das verhalf den Arbeiten zu ersten überregionalen Wahrnehmungen in der Kunstwelt. Durch unterschiedliche Bewertung der entstandenen Arbeiten zwischen dem Galeriedirektor und Tom Blomefield wurde die Zusammenarbeit nach einigen Jahren beendet.
In der Zeit des Befreiungskrieges zwischen 1972 und 1980 war die künstlerische Arbeit in Tengenenge stark eingeschränkt und in ihrer Existenz bedroht. Nach Beendigung der Kämpfe und der erlangten Unabhängigkeit des Landes kam das Leben in der Künstlerkolonie wieder in Gang. Tengenenge hat in der Folge durch seine Bildhauerarbeiten mit ihren spezifischen künstlerischen Ausdrucksformen weltweite Aufmerksamkeit erlangt. Im Jahr 1989 wurde im niederländischen Wageningen die erste Ausstellung von Werken aus der Künstlerkolonie in Europa veranstaltet. Seit 1995 wurden in vielen Ländern Präsentationen gezeigt. Unter dem Begriff Shona-Skulpturen oder allgemein nur Shona-Kunst sind die Arbeiten inzwischen international bekannt. Die beteiligten Künstler entstammen nur zum Teil dem Volk der Shona. Einige kamen aus anderen Regionen Simbabwes und den Nachbarländern Sambia, Malawi und Südafrika. Zeitweilig arbeiten hier Künstler aus Ländern jenseits von Afrika. Die Künstlerkolonie erfreut sich durch ihre überregionale Bekanntheit eines sanften Tourismus, der durch die komplizierten politischen Verhältnisse in Simbabwe Einschränkungen unterliegt.
Zahlreiche der Künstler, die in Tengenenge ihr Bildhauerhandwerk erlernt haben, erlangten über die Grenzen des Landes individuelle Bekanntheit und konnten Ausstellungen in Europa sowie in den Vereinigten Staaten durchführen. In der Künstlerkolonie werden bis heute (2009) Workshops veranstaltet. Auf dem Farmgelände existiert eine Open-Air-Galerie mit etwa 11.000 Skulpturen der hier bisher tätigen Künstler (über 300).
Bis zum Jahr 2007 leitete Tom Blomefield die Künstlerkolonie. Am 27. Dezember 2007 übergab er im Rahmen einer Veranstaltung die Leitung an Dominic Benhura.

## Der Rohstoff für die Künstler
Das zur Bildhauerei genutzte Serpentinitvorkommen liegt im Bereich der Bergkette Umvukwe Range, an deren Westabhang sich die Künstlerkolonie befindet. Die Berge gehören zum Great Dyke, das Simbabwe in Richtung von Norden nach Süden durchzieht und ein Rücken mit Gesteinssequenzen verschiedenen Alters ist. Zu den wichtigsten hier auftretenden Gesteinen gehören Dolerite und ultramafische Gesteine. Als Umwandlungsprodukte aus den Letzteren ist Serpentinit als ein Begleitgestein hervorgegangen. Die Farm Tengenenge liegt im Musengezi-Komplex, dem nördlichsten geologischen Abschnitt des Great Dyke.
Der auf dem Farmgelände gewonnene Serpentinit ist das in Tengenenge am meisten verwendete Gestein.

## Museum
Auf dem Gelände der Künstlerkolonie wurde zwischen 2000 und 2003 ein kleiner Gebäudekomplex als Museum errichtet. Dessen Entwurf stammt von der niederländischen Architektin und Kunstsammlerin Geja Stassen, die auch die Bauleitung übernahm. Zum Bau der Gebäude wurde der hiesige Serpentinit eingesetzt. Die museale Sammlung dient der Aufbewahrung früher Werke und dem Andenken an die erste Künstlergeneration. Eine Stiftung in den Niederlanden sicherte die finanzielle Grundlage zu diesem Bauvorhaben. Das Museum wurde am 3. März 2003 in Anwesenheit des Distriktgouverneurs, des niederländischen Botschafters in Simbabwe und weiterer 300 Gäste eröffnet.